# Ramil Jułdaszew
Ramil Railjewicz Jułdaszew, ros. Рамиль Раильевич Юлдашев, ukr. Раміль Раільович Юлдашев, Ramil Railowycz Jułdaszew, baszk. Рәмил Юлдашев (ur. 5 września 1961 w Ufie, RFSRR) – radziecki hokeista pochodzenia baszkirskiego, reprezentant ZSRR i Ukrainy, trener i działacz hokejowy.
Jego żoną została córka radzieckiej lekkoatletki, biegaczki średnio- i długodystansowej, olimpijki z 1972, Tamary Panhełowej. Jego syn Pyłyp Panhełow-Jułdaszew (ur. 1994) także został hokeistą.

## Kariera zawodnicza
- Saławat Jułajew Ufa (1978-1984)
  -  Łada Togliatti (1978-19879)
- Sokoł Kijów (1984-1991)
- EHC Biel (1991-1994)
- HC Ajoie (1994-1995)
- Sokił Kijów (1995)
- Saławat Jułajew Ufa (1995-1996)
- SC Luzern (1996/1997)
- HC Bolzano (1996/1997)
- HC Amiens Somme (1996/1997)
- EK Zell am See (1997-1999)
- Berkut Kijów (1999/2000)
- Kryżynka Kijów (1999/2000)
- Sokił Kijów (2001-2002)
- CG Puigcerdà (2003-2005)

Z pochodzenia jest Baszkirem i wychowankiem klubu hokejowego Saławat Jułajew Ufa. Występował w pierwszym i drugim poziomie hokejowych rozgrywek w ZSRR. W 1984 wyjechał do Ukraińskiej SRR i był zawodnikiem tamtejszego Sokoła Kijów. Po 1991 był zawodnikiem w klubów Europie Zachodniej, w Szwajcarii NLA, NLB), Francji, Austrii, Hiszpanii. Ponadto grał jeszcze w narodowej lidze ukraińskiej i superlidze rosyjskiej.
W młodości był reprezentantem juniorskim ZSRR. Brał udział w turnieju mistrzostw świata juniorów do lat 20 w 1981. Był w składzie ZSRR na Turniej Izwiestii edycji 1990. Później został reprezentantem seniorskiej kadry Ukrainy, z którą uczestniczył w turniejach mistrzostw świata edycji 1993, 1994, 1995 (Grupa C).

## Kariera trenerska
- EK Zell am See (1997-1999), grający trener
- Berkut Browary (2006-2007), asystent trenera
- Reprezentacja Ukrainy do lat 18 (2006-2009), I trener
- Biłyj Bars Browary (2009-2011), asystent trenera
- Biłyj Bars Biała Cerkiew (2012-2013), asystent trenera

Jeszcze u schyłku kariery zawodniczej został grającym trenerem w austriackim klubie. Potem przeniósł się do pracy szkoleniowej na Ukrainie. Pracował w klubach z Browarów i Białej Cerkwi. Był głównym trenerem reprezentacji Ukrainy w turniejach mistrzostw świata juniorów do lat 18 w 2007, 2008, 2009 (Dywizja I).
Został także działaczem hokejowym. Objął stanowisko szefa oddziału regionalnego wszechrosyjskiej organizacji publicznej Puchar Młodych Hokeistów „Złoty Krążek”.

## Sukcesy
Reprezentacyjne
- Brązowy medal mistrzostw świata juniorów do lat 20: 1981 z ZSRR
- Puchar Turnieju Izwiestii: 1990 z ZSRR

Klubowe
- Złoty medal pierwiej ligi: 1979 z Torpedo Togliatii
- Złoty medal wyższej ligi: 1982 z Saławatem Jułajew Ufa
- Brązowy medal mistrzostw ZSRR: 1985 z Sokołem Kijów
- Finał Pucharu Spenglera: 1986 z Sokołem Kijów
- Puchar Tatrzański: 1989 z Sokołem Kijów
- Złoty medal mistrzostw Włoch: 1997 z HC Bolzano
- Srebrny medal mistrzostw Francji: 1997 z HC Amiens Somme
- Brązowy medal mistrzostw Rosji: 1996 z Saławatem Jułajew Ufa
- Złoty medal Wschodnioeuropejskiej Hokejowej Ligi: 2000 z Berkutem Kijów
- Srebrny medal mistrzostw Ukrainy: 2002 z Sokiłem Kijów
- Srebrny medal mistrzostw Hiszpanii: 2004 z CG Puigcerdà
- Brązowy medal mistrzostw Hiszpanii: 2005 z CG Puigcerdà

Indywidualne
- National League A (1992/1993):
  - Pierwsze miejsce w klasyfikacji strzelców turnieju: 43 gole
  - Drugie miejsce w klasyfikacji kanadyjskiej turnieju: 60 punktów
- Mistrzostwa Świata w Hokeju na Lodzie 1993#Grupa C[9]:
  - Pierwsze miejsce w klasyfikacji strzelców turnieju: 15 goli
  - Trzecie miejsce w klasyfikacji kanadyjskiej turnieju: 22 punkty
  - Najlepszy napastnik turnieju
- Mistrzostwa Świata w Hokeju na Lodzie 1994#Grupa C[10]:
  - Pierwsze miejsce w klasyfikacji strzelców turnieju: 12 goli
  - Drugie miejsce w klasyfikacji kanadyjskiej turnieju: 14 punktów

Klasyfikacje
- Dwukrotny zdobywca nagrody „Rycerz Ataku” w mistrzostwa ZSRR za największą liczbę hat tricków w sezonie: 1985, 1990
- 54. miejsce w gronie zawodników, którzy strzelili ponad 100 goli w mistrzostwa ZSRR: 196 gole